# The Beatles: Get Back
Pour les articles homonymes, voir Get Back (homonymie).
The Beatles: Get Back est une télésérie documentaire musicale américano-britannico-néo-zélandaise réalisée par Peter Jackson. Les trois épisodes sont diffusés en primeur les 25, 26 et 27 novembre 2021 sur la plate-forme Disney+ et sont tirés de plus 60 heures d'images inédites et de 150 heures d'audio, tournées et enregistrées lors des séances de répétitions et d'enregistrements des Beatles, entre le 2 et le 31 janvier 1969 par Michael Lindsay-Hogg, sur les plateaux de cinéma de Twickenham à Londres, ainsi que dans le studio de fortune de la compagnie Apple Corps, ponctuées par leur ultime concert, à peine public, sur le toit de leur immeuble. Le film Let It Be et l'album homonyme, sortis en 1970, en étaient tirés.
Cette mini-série de téléréalité, dont la durée frise les huit heures, reprend le titre d'origine du projet et veut prendre le contrepied de ce que Lindsay-Hogg avait accentué dans le choix du montage de son film sur un peu plus de 80 minutes : les déboires du groupe phare des années 1960 en train de se disloquer. Selon Peter Jackson, « la réalité est très différente du mythe » et l'ambiance n'était pas aussi malsaine qu'on l'a longtemps cru. De fait, le documentaire, présenté chronologiquement sous forme de calendrier égrenant un jour après l'autre au début de chaque « chapitre », montre bien quatre musiciens qui restent très amis, collaborant pour faire évoluer chaque composition, créant leur musique dans une ambiance qui devient excellente après le départ des studios de Twickenham pour celui, plus intime, du sous-sol d'Apple Corps et l'arrivée de Billy Preston aux claviers pour les accompagner. Par contre, on peut apercevoir tous les éléments qui vont mener à la séparation des Beatles plus tard dans l'année. Toutefois, le groupe n'arrive pas à se mettre d'accord sur la finalité de son projet, ce qui occasionne d'interminables discussions. À la dernière minute, on décide d'effectuer, le 30 janvier 1969, un concert sur le toit de l'immeuble de Savile Row qui est vu dans son entier, en écran divisé.
D'un point de vue musical, ces séances sont extrêmement prolifiques puisqu'on y voit le groupe créer, répéter et enregistrer en 21 jours, outre toutes les chansons de Let It Be, l'essentiel de celles qui figureront dans Abbey Road, et plusieurs morceaux qui apparaîtront sur les albums de Harrison, McCartney et Lennon après la séparation du groupe.

## Histoire
« [The Beatles: Get Back] à bien des égards, est plus difficile que [le film] Let It Be. Cela montre les Beatles essayant de déterminer qui ils sont et ce qu'ils sont en janvier 1969. Je veux dire, que reste-t-il à faire ? C'est ça le côté doux-amer : ils ont changé le monde, un peu comme Frodon dans Le Seigneur des anneaux […] pour constater qu'il n'y avait plus de place pour eux. »

— Peter Jackson

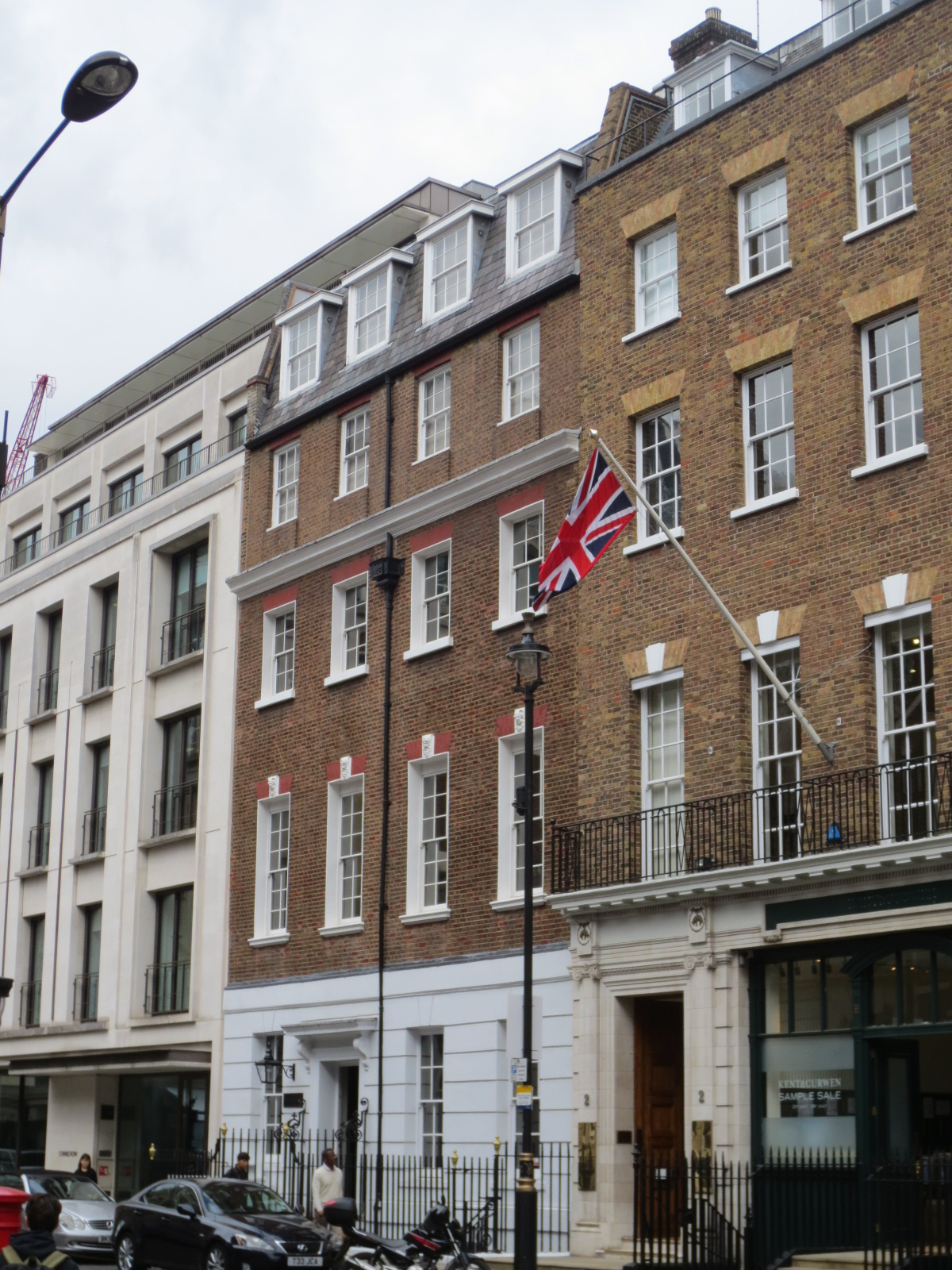
Les dernières séances ont eu lieu au 3 Savile Row, dans le nouveau studio du groupe, et où le concert sur le toit s'est déroulé le 30 janvier 1969.

À peine deux mois et demi après la fin des séances d'enregistrement de l'Album blanc, le groupe s’attelle déjà à un nouveau projet. À l'initiative de Paul McCartney, il est planifié de produire une émission de télévision dans laquelle on verrait le groupe jouer certaines chansons de leur album double. Comme le tournage ne peut se faire assez rapidement, on choisit plutôt d'effectuer un retour aux sources vers une production épurée et surtout live en studio comme lors de l'enregistrement de Please Please Me, leur premier album. Contrairement à cet opus, qui reprenait plusieurs chansons déjà bien rodées de leur répertoire de scène incluant six reprises, les chansons de ce prochain album sont toutes nouvelles. Les trois compositeurs du groupe en ont apporté beaucoup, puisque outre les douze qui finiront sur Let It Be un an plus tard, ils abordent aussi des ébauches de celles qui figureront en singles ou sur Abbey Road et d'autres qui apparaîtront sur leurs albums solo après la séparation du groupe. Il va s'agir de répéter tout ce matériel et d'aboutir à un concert télévisé où les chansons seront jouées en direct. Le groupe espère pouvoir écrire des chansons lors de ces répétitions mais seule Get Back y est créée de toute pièces en groupe . Cette chanson donnera son titre aux trois tentatives d'album du producteur Glyn Johns qui seront ultimement rejetées. La seconde sera incluse dans la réédition de l'album Let It Be en 2021 avec sa pochette proposée, un pastiche de leur premier album britannique.
Mais le groupe a beaucoup de mal à se mettre d'accord sur la nature même de cet éventuel concert. L'horaire matinal des séances et l'ambiance froide du studio Twickenham où commencent les répétitions le 2 janvier 1969 rendent la tâche difficile et le groupe perd de sa cohésion en la présence constante de Yoko Ono, la muse bientôt épouse de John Lennon, mais aussi sous l'œil des caméras de Michael Lindsay-Hogg qui tournent presqu'en continu et ses microphones qui captent leurs conversations ; exaspéré, George Harrison quitte même le groupe pour quelques jours. Le guitariste revient à condition de changer le lieu des répétitions et d'abandonner l'idée d'un concert.
Les répétitions et l'enregistrement des chansons se déplacent dans leur nouveau studio au sous-sol des bureaux d'Apple Corps, la compagnie des Beatles, et sur le toit de l'édifice lors d'un concert extérieur. Le claviériste américain Billy Preston, de passage en Angleterre, est invité à participer aux enregistrements et sa présence apporte énormément au groupe, musicalement et humainement. En dehors des chansons Get Back et Don't Let Me Down sorties en single le 11 avril 1969, crédité « The Beatles with Billy Preston », les bandes audio et les images sont laissées de côté pour plusieurs mois car le groupe se lasse du projet. À partir de février, mais surtout durant l'été, aux studios EMI, le groupe se consacre à l'enregistrement de l'album Abbey Road secondé de George Martin et Geoff Emerick. Le 20 août 1969, ils sont, pour la dernière fois, réunis tous les quatre en studio afin mettre la dernière touche à la chanson de John Lennon, I Want You (She's So Heavy). Abbey Road est publié le 26 septembre 1969.
Le film Let It Be sort finalement en salle en mai 1970, trois semaines après l'annonce de la séparation du groupe. Simultanément, le disque Let It Be est publié à partir du matériel enregistré plus d'un an auparavant. Cet ultime album des Beatles n'a plus grand-chose à voir avec le projet épuré de départ, puisque Allen Klein a confié les bandes au producteur américain Phil Spector qui ajoute cordes, cuivres, chœurs sur trois titres et rehausse le son de l'orchestration de George Martin sur la chanson éponyme. Ce producteur américain avait été recruté par John Lennon, le 27 janvier 1970, pour l'enregistrement de Instant Karma!, son troisième single en solo. Le traitement de The Long and Winding Road provoquera la colère de Paul McCartney, qui n'a pas été consulté à ce sujet, et qui précipitera son annonce de la séparation du groupe le 10 avril 1970, rompant en fait un secret, dans la mesure où John Lennon a mis fin aux Beatles dès le mois de septembre 1969. Il est à noter que George Martin ne sera pas crédité comme producteur de l'album même s'il est présent avec le groupe, et dans son rôle, du premier au dernier jour du projet, en collaboration avec Glyn Johns.
Le groupe n'existe déjà plus et aucun des membres n'est présent à la première du film en salle. Le documentaire de 80 minutes est subséquemment présenté à la télévision et dans des cinémas de répertoire durant cette décennie et vendu en 1981 en formats VHS et LaserDisc, entre autres, mais disparaît de la circulation pour plus de quarante ans. Il a été question de le rééditer en version DVD dans les années 2000, en conjonction avec l'album Let It Be… Naked, mais le côté glauque de ce montage y a mis un frein. En 2017, Apple Corps donne accès à Peter Jackson à plus de 60 heures d'images et 150 heures d'enregistrements de Lindsay-Hogg restés inédits depuis 50 ans. Le réalisateur néo-zélandais, grand fan du groupe, ne sait pas à quoi s'attendre, mais en les visionnant, il découvre tout ce qui le motive à se lancer dans l'aventure. Il convainc ainsi Ringo Starr et Paul McCartney, et en 2018 ce dernier officialise le projet, déclarant qu'un nouveau montage plus positif, qui utiliserait d'autres séquences parmi les nombreuses heures qui ont été tournées, sortirait au cinéma en 2020 pour célébrer le cinquantenaire de sa sortie. La sortie du documentaire est repoussée à cause de la pandémie de Covid-19 et, reprenant l'idée initiale d'en faire une émission de télévision, ce nouveau documentaire est mis en ligne sur la plate-forme Disney+ fin novembre 2021.
Entre la restauration des images tournées en 16 mm pour la télévision (et à l'époque, transférées en 35 mm pour le cinéma, altérant leur qualité), la synchronisation de l'audio et en utilisant des procédés révolutionnaires (une nouvelle technologie basée sur l'intelligence artificielle servant à isoler les différents sons enregistrés par les magnétophones Nagra et permettant notamment d'entendre les conversations jusque-là inaudibles), Peter Jackson et son équipe de quatorze personnes en Nouvelle-Zélande auront passé quatre années à produire ce documentaire. En 2024, le film d'origine restauré par la même équipe est mis en ligne sur Disney+.

## Série documentaire

### Première partie: du2au10 janvier 1969

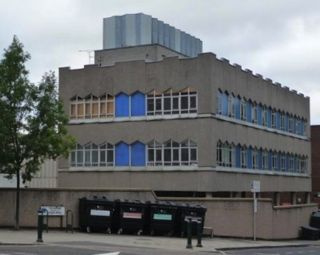
Les Twickenham Film Studios de Londres où le groupe répète durant huit jours.

- Diffusé sur Disney+ le 25 novembre 2021
- Durée : 2 h 37
- Lieu : Twickenham Film Studios

#### Prologue
Le documentaire s'ouvre avec un résumé visuel de l'histoire des Beatles, de leurs débuts à Liverpool, à la fin des années 50, jusqu'à 1968. En septembre de cette année, entourés d'un public pour la première fois en deux ans, les Beatles ont enregistré le clip promotionnel de Hey Jude, tourné par Michael Lindsay-Hogg dans les studios de Twickenham. L'expérience leur ayant plu, ils développent une nouvelle idée : interpréter, lors d'un concert pour une émission de télévision, des chansons tirées de leur dernier album, surnommé le « Double blanc », sorti le 22 novembre 1968, qui trône à la première place des charts américains pendant neuf semaines, et britanniques pendant huit semaines. Le plateau de tournage n'étant pas rapidement disponible, le groupe se décide donc à tenter d'écrire et répéter quatorze nouvelles chansons qui devront être complétées en moins d'un mois. Le producteur Denis O'Dell, le producteur du film The Magic Christian mettant en vedette Ringo Starr et qui doit être tourné aux mêmes studios, a réservé le plateau 1 pour le groupe jusqu'à la fin janvier.

#### Sessions à Twickenham
Les répétitions commencent le jeudi 2 janvier 1969. Le groupe veut un retour à ses racines : tout sera fait en live, juste quatre musiciens interprétant leurs chansons en direct. Mais la question de savoir où et comment aura lieu le spectacle prévu reste en suspens. Des répétitions à cet hypothétique concert, tout doit être filmé. Ils choisissent de continuer avec le réalisateur du même âge qu'eux (Lindsay-Hogg a 28 ans, comme John et Ringo, Paul en a 26 et George, 25), qui installe ses caméras 16 mm et ses micros pour magnétophones Nagra afin de capter le tout. Au départ, selon l'idée de Paul McCartney, il ne s'agit que de filmer les répétitions pour une petite séquence qui précéderait le show télévisé. Et pour celui-ci, Lindsay-Hogg a une idée à laquelle il semble beaucoup tenir : ce show devrait avoir lieu dans le théâtre antique de Sabratha en Libye, un endroit lumineux, au bord de la mer, où le groupe amènerait son propre public, et où il y aurait aussi un public local (« des centaines d'Arabes », dit-il).
Chaque jour, la forme que doit prendre ce concert télévisé est discutée, il est aussi question de le faire sur un paquebot qui emmènerait le public jusqu'en Libye, ou pourquoi pas en Grande-Bretagne au parlement, dans un orphelinat ou un hôpital pour enfant ? En attendant, le groupe répète. Tantôt quelques notes de standards du rock'n'roll ou d'autres classiques de la musique populaire anglophone, tantôt de façon plus approfondie, avec leurs propres chansons, et il y en a beaucoup qui prennent forme durant ces journées dans la froide ambiance de ce qui apparaît comme un gigantesque hangar. Les quatre musiciens sont assis en cercle, Yoko Ono est constamment présente, silencieuse aux côtés de John Lennon. Ils attendent que du matériel d'enregistrement huit pistes soit apporté à Twickenham (il sera finalement débarqué d'un camion et Glyn Johns effectuera les branchements) et évoquent le studio que leur ami « Magic Alex » (Alexis Mardas) est en train de leur construire à Savile Row, dans les sous-sols du bâtiment de leur compagnie Apple Corps.
Dès le départ, le groupe travaille sur Don't Let Me Down, Two of Us, et I've Got a Feeling. Au piano, Paul McCartney travaille Let It Be, The Long and Winding Road, Golden Slumbers, She Came In Through the Bathroom Window, Carry That Weight, Another Day, The Back Seat of My Car. Quant à George Harrison, il a apporté All Things Must Pass, I Me Mine, Isn't It a Pity, mais semble de plus en plus agacé. Il est venu accompagné d'un de ses amis, Shyamsunder Das, adepte Hare Krishna, qui s'assied dans un coin du studio. Même Ringo Starr présente l'ébauche de sa chanson Taking a Trip to Carolina qui ne sera jamais terminée. Les Beatles retravaillent Across the Universe, revisitent One After 909, se penchent sur les chansons de Lennon Gimme Some Truth et On The Road to Marrakech (précédemment composée sous le titre Child of Nature et qui deviendra Jealous Guy), etc. Les chansons évoluent au fur et à mesure, notamment les paroles qui sont affinées sur place. Lennon remarque que le groupe n’a jamais répété autant de chansons à la fois. Les moments de complicité musicale entre Paul McCartney et lui sont encore nombreux. Ringo est toujours là, impassible derrière sa batterie à donner le tempo. Les choses se passent moins bien avec George : le 6 janvier, Paul McCartney s'énerve avec ses camarades sur l'ébauche de Two of Us, estimant qu'ils ne jouent pas bien ensemble, s'en prenant aussi au guitariste assis en face de lui, qui lui répond : « Je jouerai tout ce que tu voudras. Et si tu ne veux pas que je joue, je ne jouerai pas. Tout ce qui te fera plaisir, je le ferai ». Contrairement au film, qui possède aussi cette scène, on voit le dénouement de la situation avec McCartney qui admet avoir « peur […] d'être le patron ». Le lendemain matin, le futur single Get Back part littéralement de rien, Paul se mettant à improviser sur sa basse Höfner à la recherche d'une mélodie qui prend forme au fur et à mesure, avec l'aide de George et Ringo en l'absence de John, qui arrive souvent en retard. Le groupe interprète aussi plusieurs classiques. Par exemple, la chanson Rock and Roll Music est jouée avec enthousiasme sur laquelle le réalisateur insère des images de leur prestation à Tokyo en 1966, lors de leur pénultième tournée.
Des blagues potaches fusent également tous les jours. Par exemple, lors de sa partie chantée sur I've Got a Feeling, John Lennon change « Everybody had a hard year » en « Everyboby has a hard on » (soit, « tout le monde bande ») et McCartney ajoute, en référence à une de leurs précédentes chansons : « except me and my monkey  ».
Il y a beaucoup de musique, mais aussi beaucoup de discussions. Lors de l'une d'elles, George Harrison dit : « Je pense qu'on devrait divorcer. » Paul McCartney répond : « J'ai déjà dit ça lors d'une précédente réunion. Je crois que nous nous en approchons », et Lennon ajoute « Mais alors, qui va s'occuper des enfants ? » McCartney lui répond « Dick James (en) », le gestionnaire de Northern Songs, la maison d'édition des chansons du groupe. Il y a des moments de bonne humeur et d'énergie musicale, de franche rigolade, de cohésion, et d'autres où Paul fustige le manque de motivation de ses camarades sur la finalité du projet en cours. George Harrison note que le groupe ne sait plus prendre une direction claire depuis le décès de « Monsieur Epstein » (leur manager mort le 27 août 1967), et Paul McCartney surenchérit en disant qu'ils n'ont plus de discipline depuis sa disparition. Au bout de quelques jours, la photographe Linda Eastman, nouvelle petite amie de Paul, se joint à l'équipe. On la voit prendre des photos ou papoter avec Yoko Ono. Autour du groupe, il y a également leur assistant Mal Evans, lequel apporte une enclume pour scander Maxwell's Silver Hammer, Kevin Harrington, leur jeune « homme à tout faire » et l'ingénieur du son Glyn Johns. George Martin est souvent présent, tout comme Maureen Cox, épouse de Ringo. Le réalisateur Michael Lindsay-Hogg tente de savoir dans quelle direction veut partir le groupe dans la perspective de ce show dont George Harrison dit, à un moment : « Je crois qu'on devrait oublier cette idée. »

#### Départ de George Harrison
Le 10 janvier, Paul demande sèchement à John d'arrêter de gratter les cordes de sa guitare, car il est à la recherche d'un arrangement, avant de lancer « On part déjeuner ? » C'est à ce moment que George Harrison annonce à ses camarades : « Je quitte le groupe. » « Quand ? », lui demande John Lennon. « Maintenant. Passez des annonces, trouvez-moi un remplaçant. On se reverra dans les clubs. » L'après-midi, les trois autres continuent à jouer dans une ambiance délétère. Lennon lâche « J'ai tellement les boules ! » (I'm so pissed!). Ils se lancent aussi dans un bruyant bœuf sur fond de vocalises de Yoko Ono, à la place et au micro que Harrison vient juste d'abandonner. Lennon suggère de faire appel à Eric Clapton ou de se partager les parties de guitare de leur camarade. Michael Lindsay-Hogg demande à John si quelqu'un a déjà « sérieusement » quitté le groupe auparavant. Ce dernier répond « Ringo », allusion à l'enregistrement de l'album précédent. Neil Aspinall explique que, selon lui, George n'en peut plus d'être sous la coupe du tandem Lennon/McCartney quand il s'agit de décider quoi jouer et comment le jouer, et la difficulté qui en résulte pour placer ses propres chansons. George Martin note que ce dernier fait cavalier seul en tant qu'auteur-compositeur alors que ses deux camarades forment une équipe. « Bon, les chatons, on fait quoi, maintenant ? » demande Lennon. Finalement, Paul, John et Ringo se regroupent, s'enlacent et décident d'aller voir George pour qu'il revienne. Loin des caméras, une réunion va se dérouler chez Ringo Starr, en présence aussi de Linda et de Yoko. La première partie de The Beatles: Get Back s'achève sur la mention que celle-ci s'est très mal passée.
Le générique final de cet épisode est accompagné des chansons Isn't It a Pity et The Palace of the King of the Birds.

### Deuxième partie: du13au25 janvier 1969
- Diffusé sur Disney+ le 26 novembre 2021
- Durée : 2 h 53
- Lieux : Twickenham Film Studios et studios d'Apple Corps

#### Les Beatles en trio et retour de George Harrison
Quand l'équipe du projet retourne aux Twickenham Film Studios le 13 janvier, le premier présent, Ringo Starr, explique que la réunion avec George Harrison s'est d'abord bien passée mais que tout s'est ensuite effondré. Paul McCartney arrive avec Linda qui précise que, lors de cette réunion, « Yoko répondait à la place de John ». Paul se montre compréhensif, expliquant qu'il n'a aucun problème avec leur couple, qu'ils sont amoureux et que c'est normal. Cependant, cet amour fusionnel pose quelques difficultés dans les moments créatifs, car McCartney comprend que désormais, il ne s'adresse plus au seul Lennon. Paul affirme que si on lui impose de choisir entre Yoko ou les Beatles, il est clair que John choisirait sa conjointe. Il lance aussi de façon prémonitoire : « Ça va paraître d’un comique incroyable, dans cinquante ans : « Ils se sont séparés parce que Yoko s’est assise sur un ampli ! » », citation qui sera incluse dans la première des deux bandes-annonces. Un moment de tristesse est perçu dans le visage de McCartney lorsqu'il soupire « Puis il n'en reste que deux », faisant référence à Starr et à lui même. Enfin, à l'arrivée de John, il se réfugient tous deux dans la cafétéria pour avoir une discussion privée, ignorant qu'un micro a été caché dans un pot de fleurs. Ils se disent leurs quatre vérités et évoquent leur relation dominante avec George. « C'est une blessure purulente ; hier, nous l'avons laissée s'approfondir, et nous ne lui avons donné aucun bandage », dit Lennon. Ils affichent leur volonté d'aplanir les angles. McCartney lâche : « S'il ne revient pas, ce sera un vrai problème. Et quand nous serons très vieux, nous serons tous d'accord entre nous, et nous chanterons tous ensemble. »
Les trois membres restants continuent à jouer, travaillent sur Mean Mister Mustard et Polythene Pam, affinent les paroles de Get Back, cherchant le nom du personnage qui deviendra « Sweet Loretta Martin ». Décidés à faire revenir George Harrison, ils doivent attendre quelques jours que ce dernier revienne de son déplacement à Liverpool. À son retour, ils se réunissent à nouveau chez Ringo Starr avec cette fois un entretien constructif et une conclusion positive. Pour les quatre musiciens, il n'est plus question de finir le projet par un show télévisé, mais de continuer à répéter devant les caméras de Michael Lindsay-Hoog et à enregistrer leur nouvel album pour déboucher sur un film, s'achevant potentiellement par un concert en plein air. De plus, ils font un choix important en décidant de quitter le froid hangar de Twickenham et de rejoindre le studio « seize pistes » qu'Alexis Mardas a prétendu construire pour eux dans le sous-sol du bâtiment du 3, Saville Row, en plein cœur de Londres, où est situé le siège de leur compagnie Apple Corps. Alors que le plateau de Twickenham est vidé et que Mal Evans et le roadie Kevin Harrington déménagent les instruments, Paul vient avec Glyn Johns enregistrer une démo de Oh! Darling au piano.

#### Installation compliquée à Saville Row
Le 16 janvier, George Harrison et Glyn Johns se rendent à Saville Row, et ce qu'ils y découvrent les laisse pantois. Les bricolages de « Magic Alex » n'assurent absolument pas des conditions normales d'enregistrement. Glyn Johns envoie alors un S.O.S. à George Martin, leur producteur de toujours chez EMI, pour le prêt de deux console de mixage 4 pistes qui vont être installées dans le studio reliées au magnétophone 8 pistes de Harrison récupéré de Twickenham, les travaux (insonorisation comprise) étant réalisés en un week-end. Le 20 janvier, les quatre musiciens viennent y faire une première répétition en interdisant la présence des caméras. On voit de l'extérieur l'arrivée des musiciens et on entend des interviews de deux fans, les soi-disant Apple Scruffs (en), tous les jours sur place à attendre leurs idoles. Le lendemain, à la question posée par Lindsay-Hogg à savoir comment s'est déroulée ce retour, George Harrison répond : « Good vibes, man ». En attendant que le studio soit fonctionnel, le groupe s'amuse beaucoup et continue à faire le bœuf sur de nombreux classiques du rock'n'roll ou sur des réinterprétations hilarantes de leurs anciennes chansons.
Un « running gag » va parsemer la suite du documentaire. Quelques semaines plus tôt, le 11 décembre, Michael Lindsay-Hogg a filmé le spectacle des Rolling Stones, The Rock and Roll Circus, auquel John Lennon a participé. Il manque une introduction à la prestation des Stones et le réalisateur demande au Beatle de la faire pour lui : « Mesdames et Messieurs, The Rolling Stones ! » À de nombreuses reprises, Lennon lâchera cette phrase face caméra au départ de l'enregistrement d'une chanson ou d'une autre.

#### Billy Preston à la rescousse

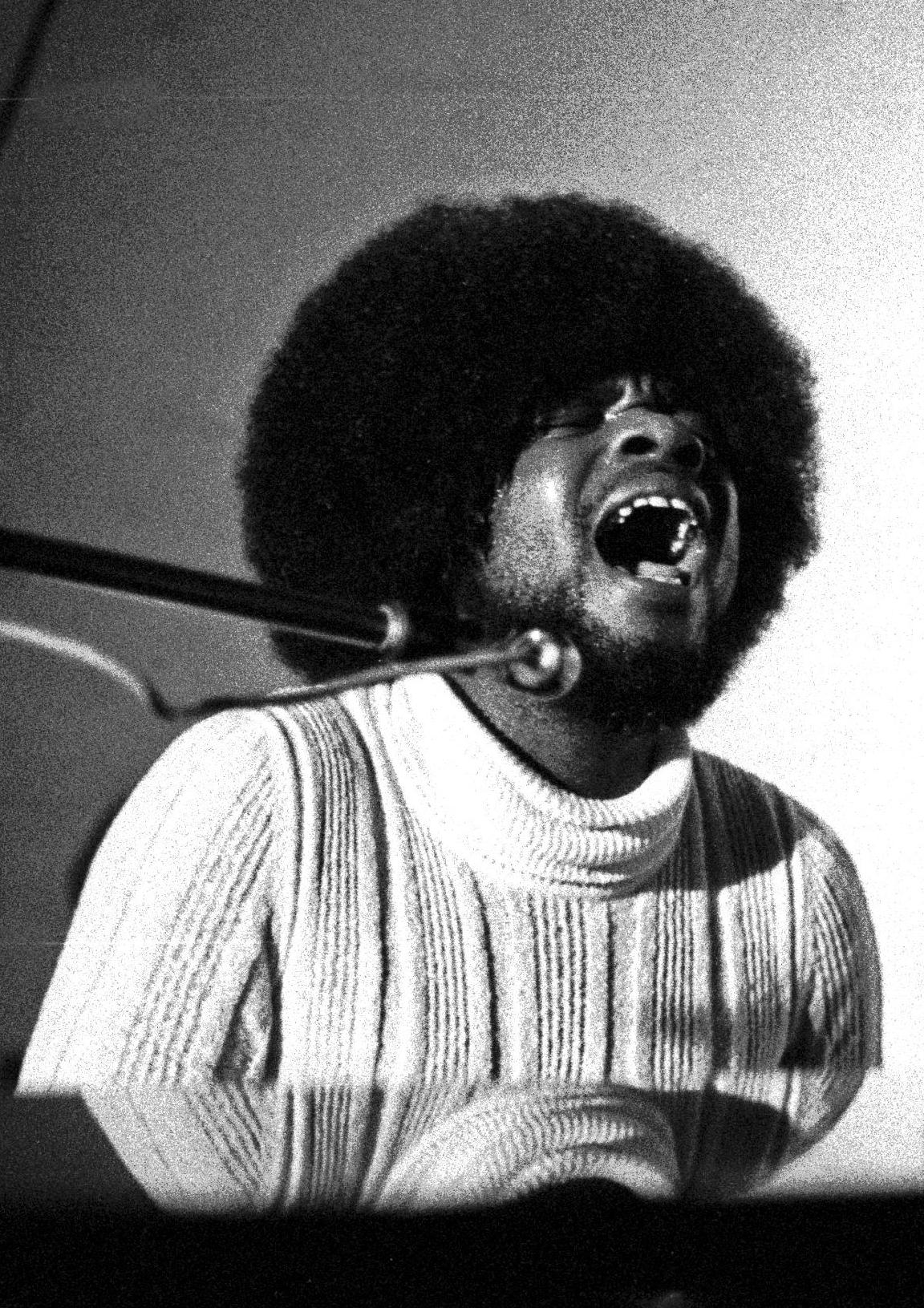
Billy Preston (ici en 1971) apporte beaucoup au groupe dès son arrivée.

Pour réaliser leur projet dont tous les morceaux doivent être joués live, les Beatles évoquent souvent le besoin d'avoir un claviériste qui viendrait les épauler. Il se trouve que leur vieil ami Billy Preston est de passage à Londres avec le groupe de Ray Charles au Festival Hall pour plus tard participer à une émission de télévision avec la chanteuse Lulu, et leur rend visite au studio le 22 janvier, invité par George Harrison. Les Beatles connaissent Preston depuis 1962 lorsque, adolescent, il jouait à Hambourg avec Little Richard. Ils sautent donc sur l'occasion et proposent au musicien de jouer avec eux. D'un seul coup, le jeu au piano électrique Fender Rhodes de Preston sur I've Got a Feeling éclaire tous les visages et provoque de grands sourires, tout le monde est absolument ravi, la musique se réchauffe. Il en va de même avec Don't Let Me Down et avec Get Back, où ils aménagent des passages pour qu'il y joue des solos. Ils vont lui demander de les accompagner tous les jours et John Lennon lui dit : « Tu pourrais être sur notre album ! » « Tu plaisantes ? » répond Preston, qui accepte avec joie. « C'est génial ! Tu nous donnes un sacré boost ! On étouffe ! On fait ça depuis des jours et des jours ! », disent-ils en chœur. Toute la suite va se dérouler dans la bonne humeur et dans une excellente ambiance. Les titres de l'album Let It Be prennent ainsi forme avec ce musicien supplémentaire qui leur apporte énormément, humainement et musicalement.
En son absence, le 24 janvier, les quatre Beatles discutent de Billy Preston, du moyen de le payer, et McCartney explique : « Je lui ai demandé ce qu'il avait fait après Hambourg, il m'a dit qu'il nous avait vu monter vers les étoiles, et qu'il n'avait jamais eu l'opportunité d'enregistrer sa propre musique ». Lennon dit qu'il doit devenir un membre du groupe : « On était trois à Twickenham, puis quatre, puis cinq ! » Harrison ajoute que s'il lui demandait, Bob Dylan les rejoindrait lui aussi, pour ce qui deviendrait The Beatles and Co selon Lennon. McCartney fait rire ses camarades en ajoutant : « C'est déjà bien assez difficile à quatre ! » Billy Preston sera signé sur Apple Records et sortira un premier album produit par Harrison en 1969 et un autre en 1970. Le même jour, Two of Us prend sa forme définitive quand Paul abandonne sa basse pour une guitare acoustique, puis le quatuor s'essaye notamment sur Teddy Boy et Her Majesty. Preston arrive au studio et ils jouent ensemble Can You Dig It ? à la fin duquel Lennon prononce, avec une voix de fausset, la phrase entendue dans l'album Let It Be : « That was 'Can You Dig It?' by Georgie Wood (en), and now we'd like to do 'Hark, The Angels Come' ».
Alors que John Lennon prépare un rendez-vous avec Allen Klein, qui rêve de devenir leur nouveau manager (ce sera pour le pire), la question du concert pour terminer le film et le projet reste en suspens. La colline de Primrose Hill est envisagée, mais cela ne va pas s'avérer possible. Le groupe continue à travailler les titres supplémentaires Maggie Mae (chanson traditionnelle de Liverpool), Dig a Pony et For You Blue : la prise de cette chanson réalisée le 25 janvier est celle qui finit sur l'album. Dans la salle de contrôle, John Lennon a une idée pour le mixage, approuvée par George Harrison. Il dit alors : « J'ai des tonnes d'idées, je suis célèbre pour ça, un Beatle, quoi ! » Let It Be est également travaillée avec Paul au piano, John à la basse six cordes et Billy Preston à l'orgue, le tout avec d'innombrables prises, parfois sur des versions où les chanteurs prennent des voix comiques. Finalement, alors que l'échéance approche, Glyn Johns et Michael Lindsay-Hogg exposent leur idée à Paul McCartney : la solution la plus simple ne serait-elle pas de gravir quelques étages et de donner ce concert sur le toit du bâtiment ? Ils y montent avec Ringo Starr pour en étudier la faisabilité, conscients du bruit qui sera produit et du risque d'être interrompus par la police. Dans un premier temps, la solution semble plaire à tout le monde, mais par la suite, Harrison ou McCartney affichent une certaine réticence. Il leur reste quatre jours pour choisir les chansons de leur album et les finaliser. La date prévue pour cette prestation est le mercredi 29 janvier 1969.
Durant le générique final de cet épisode, on entend le boeuf Blues Jam et les chansons The Walk (en), Without a Song (en) (chanté par Billy Preston) et une version blues de Love Me Do.

### Troisième partie: du26au31 janvier 1969
- Diffusé sur Disney+ le 27 novembre 2021
- Durée : 2 h 18
- Lieux : Studio du sous-sol d'Apple Corps, hall d'entrée et toit de l'immeuble. Rue Savile Row.

#### Suite des sessions à Savile Row
Ringo Starr montre au piano sa nouvelle composition à George Harrison : Octopus's Garden. Il n'a que le début. À côté de lui, avec sa guitare acoustique, son camarade l'aide à avancer en trouvant notamment les accords du pont et la « résolution » de la fin du couplet permettant de repartir sur le suivant. Le groupe continue à répéter avec Billy Preston, avec notamment l'ébauche de I Want You (She's So Heavy) de John Lennon (ils commencent à jouer le thème en déclamant les paroles du discours de Martin Luther King en 1963 : I have a dream…) et toutes les chansons destinées à l'album en préparation. Jusqu'au dernier moment, ils discutent de la finalité du projet et de l'opportunité de monter jouer des morceaux sur le toit de leur immeuble. Il faut, par ailleurs, choisir lesquels. Linda Eastman vient au studio avec sa fille de six ans Heather (adoptée par Paul), qui s'amuse beaucoup avec les musiciens, lesquels lui réservent un accueil attendrissant. George Harrison présente sa chanson qu'il intitule Something in the Way She Moves. Le groupe apprend à la jouer, mais le compositeur n'a pas encore toutes les paroles. Attracts me like…, Lennon lui dit : « Tu n'as qu'à dire Attracts me like a cauliflower (m'attire comme un chou-fleur), tu trouveras les bons mots ensuite ! » Harrison choisit pour commencer Attracts me like a pomegranate (bref, on n'est est pas encore à Attracts me like no other lover). Il chante aussi sur le pont de la chanson : Well, did you know who missed the show, I don't know, I don't know (ce qui deviendra You're asking me will my love grow…). La chanson, qui deviendra plus tard dans l'année le seul single n°1 des Beatles signé Harrison, continue d'évoluer dans le studio d'Apple Corps. Le 28 janvier, le groupe s'attaque à une autre chanson de Harrison, Old Brown Shoe lorsque, entre les répétitions, on les voit s'amuser avec un stylophone apporté en studio par John Lennon.
Dans les trois jours qui précèdent le concert sur le toit, deux éléments préfigurent le futur proche du groupe. George Harrison explique à John Lennon et Yoko Ono qu'il a composé suffisamment de chansons « pour les dix prochaines années », et qu'il aimerait bien les enregistrer sur un album à lui, qui serait « comme une libération ». Harrison mettra en pratique cette volonté, comptant parmi les points clé de la séparation du groupe, laquelle se matérialisera l'année suivante, avec un réservoir tel que All Things Must Pass, un album « triple », et le premier grand succès international d'un Beatle en solo. L'autre élément annonciateur est la rencontre entre John Lennon et Allen Klein. Impressionné par l'homme d'affaires américain et sa connaissance précise du groupe, Lennon désire qu'il devienne leur nouvel agent. Klein se rend dans les locaux d'Apple pour une première réunion avec le groupe. Glyn Johns note son intelligence mais juge le personnage suspect (quelques mois plus tard, Allen Klein sera un élément majeur et supplémentaire des désaccords profonds au sein des Beatles, qui mèneront à leur séparation).

#### Le concert sur le toit et dernier jour de tournage

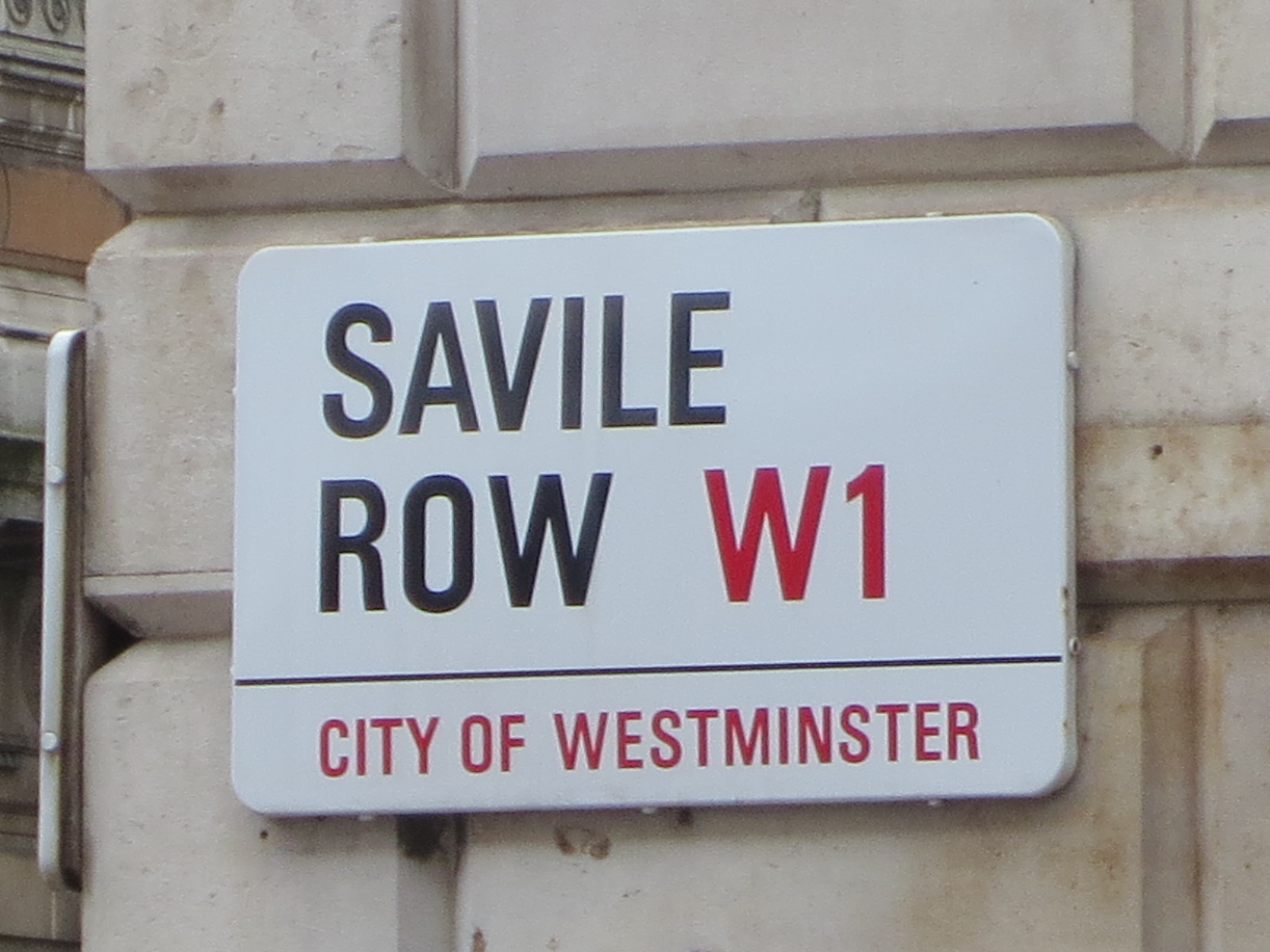
Le studio des Beatles se trouve sur Savile Row dans le quartier de Mayfair de la cité de Westminster.

Une météo défavorable oblige un délai d'une journée pour leur prestation en plein air. Le 30 janvier, le matériel est installé sur le toit du bâtiment et Michael Lindsay-Hogg positionne dix caméras, dont une sur le toit de l'immeuble situé de l'autre côté de Saville Row, trois dans la rue, plus une camouflée dans l'entrée de l'immeuble. Loin des caméras, des discussions pour se décider à faire ce concert se poursuivent jusqu'à la dernière minute. Dans ses mémoires, Luck and Circumstance, Lindsay-Hogg écrit que c'est Lennon qui prend la décision de finalement faire cette prestation. Vers 12h30, les musiciens s'installent sur le toit pour une performance devenue célèbre et qui reste la dernière de leur carrière. Accompagnés de Billy Preston au piano électrique, ils jouent, avec le plein d'énergie et de cohésion, Get Back trois fois, Don't Let Me Down et I've Got a Feeling deux fois, Dig a Pony et One After 909, improvisant aussi un God Save the Queen. Trois titres joués sur le toit finiront sur l'album Let It Be. Le concert a à peine commencé que des plaintes parviennent à la police. Deux jeunes bobbies débonnaires arrivent à la porte du bâtiment, entrent et expliquent qu'ils ont reçu « trente plaintes en quelques minutes », et qu'ils devront procéder à des arrestations pour faire cesser le bruit et le trouble à l'ordre public. La réceptionniste et le portier d'Apple font de leur mieux pour retenir les officiers jusqu'au moment où Mal Evans tente de négocier avec eux tandis que, plus haut, le groupe continue à jouer, avec de grands sourires. Toute la séquence est proposée en écran divisé, avec les différentes prises de vues, sur le toit, dans la rue, dans le hall d'Apple Corps. Des interviews sont réalisées avec les passants dans la rue, en commençant par « Vous savez qui joue là-haut ? ». La plupart le savent, beaucoup gens de tout âge apprécient, d'autres pas du tout. Les policiers parviennent sur le toit, ce qui ne semble pas déranger les musiciens, bien au contraire. Durant la dernière prise de Get Back, Mal Evans se voit contraint d'éteindre les amplis mais Harrison rallume le sien et Evans se résigne à rallumer celui de Lennon. À la fin de la chanson, McCartney improvise : « You've been playing on the roofs again, and that's no good, and you know your Mummy doesn't like that… she gets angry… she's gonna have you arrested! Get back! » (« tu es encore allé jouer sur les toits, c'est mal, tu sais que ta maman n'aime pas ça… elle est en colère… elle va te faire arrêter ! Get back! (Retourne !) » et, au bout de quarante-deux minutes, la prestation se termine. McCartney lâche « Thanks Mo! » à l'adresse de Maureen, la femme de Ringo, qui fait entendre son enthousiasme tandis que Lennon prononce les fameuses paroles qui font rire tout le monde : « J'aimerais vous remercier, au nom du groupe et de nous tous, et j'espère que nous avons réussi l'audition ! »
Le groupe et son entourage écoutent le résultat dans la salle de contrôle du sous-sol, tout le monde bat la mesure, la satisfaction se lit sur les visages. George Harrison suppose que, désormais, « tous les groupes vont vouloir faire leur concert sur le toit ». Ils décident d'enregistrer la suite des chansons dans la foulée, en se réinstallant dans le studio. Mais il va falloir du temps pour redescendre tout le matériel.
Le lendemain, le 31 janvier, le dernier jour du tournage, les versions finales de Two of Us, The Long and Winding Road et Let It Be, qui deviendra la chanson titre de l'album et du film, sont enregistrés (I Me Mine et Across the Universe seront finalisées plus tard). Le générique final de cet ultime épisode accompagne des extraits de ces dernières interprétations et de quelques improvisations et discussions, présentés en écran divisé, dans le studio remis en ordre et éclairé sobrement.

## Fiche technique
Sauf indication contraire, les informations mentionnées dans cette section peuvent être confirmées par la base de données cinématographiques IMDb,  présente dans la section « Liens externes ».
- Titre original : The Beatles: Get Back

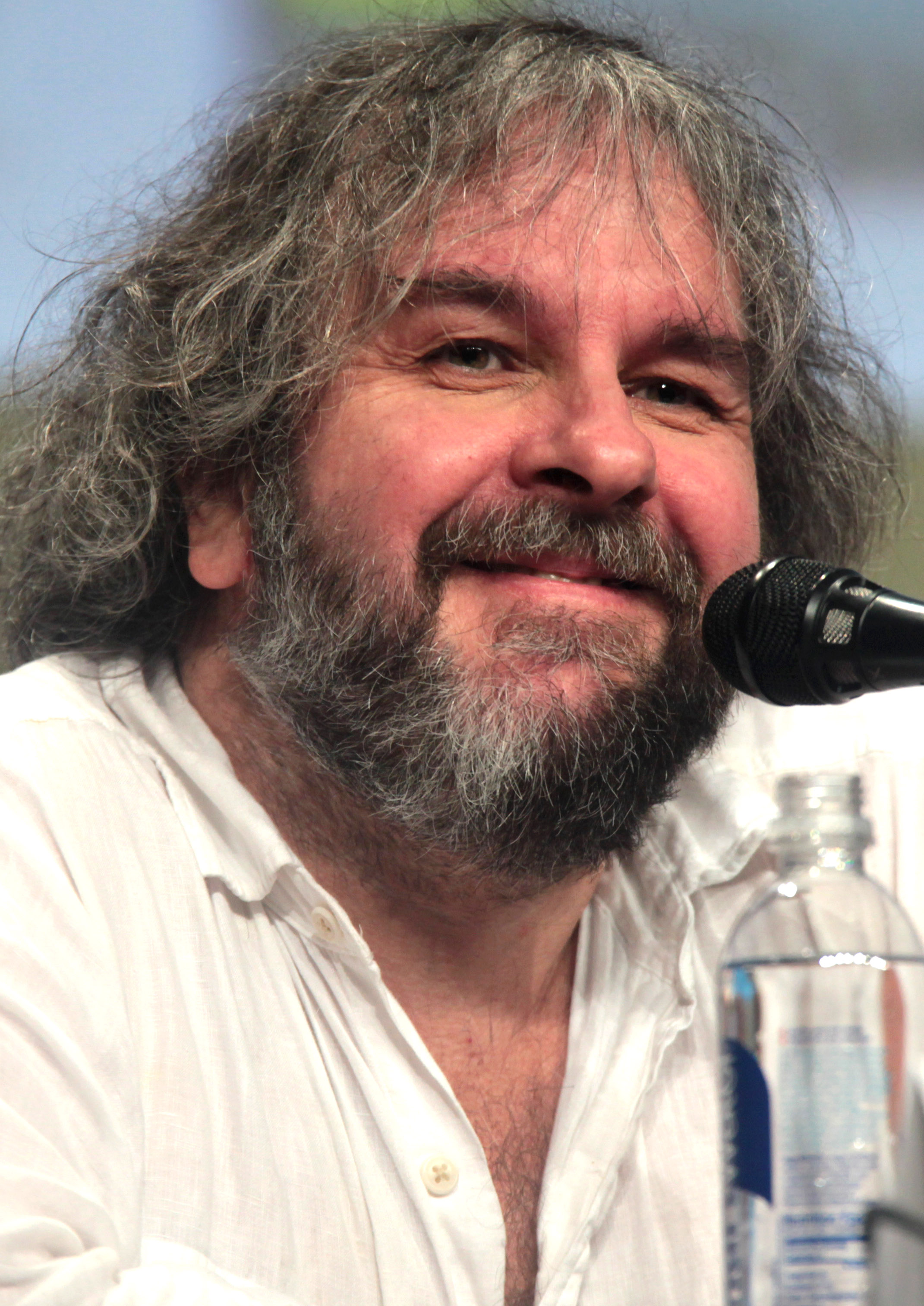
Peter Jackson en 2014.

- Réalisation : Peter Jackson, avec des archives filmées par Michael Lindsay-Hogg
- Musique : The Beatles (remastérisée par Giles Martin et Sam Okell)
- Photographie : Anthony B. Richmond
- Montage : Jabez Olssen
- Production : Jonathan Clyde, Peter Jackson et Clare Olssen

Producteurs délégués : Jeff Jones (en) et Ken Kamins
- Sociétés de production : Apple Corps et WingNut Films
- Société de distribution : Walt Disney Pictures
- Pays d'origine :  Royaume-Uni,  États-Unis,  Nouvelle-Zélande
- Format : Couleurs
- Genre : documentaire musical
- Durée : 7 heures 45 minutes environ
- Dates de sortie : 25, 26 et 27 novembre 2021 (Disney+)

## Distribution
| Participants principaux - Paul McCartney - John Lennon - George Harrison - Ringo Starr - Michael Lindsay-Hogg - Glyn Johns - Billy Preston - Mal Evans - Yoko Ono - Linda McCartney - George Martin | Participants secondaires - Neil Aspinall - Jimmy Clarke - Maureen Cox - Kevin Harrington - Dick James (en) - Heather McCartney - Denis O'Dell - Tony Richmond - Ethan Russell (en) - Derek Taylor | Brèves apparitions - Paul Bond - Pattie Boyd - Peter Brown (en) - Robert Fraser - Dave Harries - Gene Mahon - Mike McCartney - Les Parrott - Alan Parsons - Peter Sellers - Peter Sutton - Ivan Vaughan |

Plusieurs autres personnes tels des employés d'Apple ou techniciens d'EMI, des fans et badauds interviewés dans la rue et les officiers de police Peter Craddock, Ray Dagg, Ray Shayler et le sergent David Kenrick y font de brèves apparitions.

## Production
« L’un des meilleurs commentaires que j’ai eu est celui de Paul et il m’a dit : “Écoute, c’est une représentation très précise de la façon dont nous étions à l’époque.” »

— Peter Jackson
Pendant ce mois de janvier 1969, en 21 jours, devant deux caméras Arriflex 16mm BL (en), le groupe aborde un nombre impressionnant de chansons, dont la quasi-totalité des titres qui figureront sur Let It Be et Abbey Road et de nombreux autres qui apparaîtront sur les albums solo de John Lennon, George Harrison et Paul McCartney après la séparation du groupe. Neuf titres inédits sont finalisés, ou presque, durant ces séances. Les Beatles se sont aussi amusés à jouer des dizaines de classiques du rock'n'roll et à réinterpréter nombre de leur propre répertoire. Certains de ces enregistrements seront inclus dans Anthology 3 ou dans les bonus de la réédition de 2021 de l'album Let It Be. Le premier résultat de ces séances est le single Get Back/Don't Let Me Down, sorti en avril, produit et mixé par Martin et Johns qui est n°1 dans une quinzaine de pays, notamment cinq semaines à la première place du Billboard Hot 100. Outre les séquences choisies pour le film, les nombreuses heures d'interactions entre les musiciens et leur entourage dormiront pendant un demi-siècle dans les voûtes d'Apple et n'attendent qu'à être exploitées à nouveau.

Le projet d'un nouveau documentaire est initié par le directeur général de Apple Corps, Jeff Jones (en), et son collègue Jonathan Clyde. Ils approchent Peter Jackson afin de restaurer les images tournées en janvier 1969 dont la grande majorité des 60 heures sont restées inédites, pour un nouveau film documentaire. Le réalisateur qui devait effectuer ce nouveau montage ayant démissionné, Jackson se montre intéressé mais, lui-même grand amateur des Beatles et en possession d'une copie du film originel, il a des réticences à réaliser un film sur la dissolution de ce groupe mythique. Jackson raconte qu'à son arrivée chez Apple pour visionner les images, il était anxieux et craintif à ce qu'il y découvrirait. Si le film Let It Be montrait effectivement les moments les moins sombres, qu'est-ce qui se retrouverait cachés dans les voûtes ? Il accepte finalement de s'impliquer après avoir visionné, huit heures par jour pendant une semaine, toutes les séquences filmées. Le réalisateur néo-zélandais déclare : 

« Ce que j'ai trouvé, c'est que j'ai ri continuellement. Je ne faisais que rire. Je riais et riais et riais et je ne pouvais pas m'arrêter. J'ai été soulagé de découvrir que la réalité est différente du mythe. Après avoir passé en revue les images et les sons réalisés par Michael Lindsay-Hogg dix-huit mois avant leur séparation, j'ai découvert un document historique inestimable. Bien entendu, il y a des tensions, mais rien de la discorde qui est souvent associée à ce projet. Regarder John, Paul, George et Ringo travailler ensemble à la création de ces classiques est non seulement fascinant, mais aussi drôle, exaltant et étonnamment intime. J'ai constaté comment le montage original du réalisateur Michael Lindsay-Hogg était paralysée par la politique interne, les retards, les limitations techniques et les obligations promotionnelles […] Je me suis rendu compte que beaucoup de souvenirs de Paul et Ringo de janvier 69 sont en réalité le souvenir du film Let It Be […] sorti en 1970 à l'époque où ils se séparaient […] une période très stressante pour eux; une période très malheureuse. »

— Peter Jackson
Lorsqu'il rencontre Paul McCartney à l'arrière-scène de son spectacle à Auckland, en 2017, il surprend l'ex-Beatle quand il lui décrit ce qu'il a vu et le rassure sur ses propres souvenirs. McCartney refusait la restauration du film d'origine, inquiété par la perception globalement glauque qu'il gardait de ce mois passé en studio. Le nouveau projet peut alors débuter. Le 30 janvier 2019, le jour du cinquantième anniversaire du concert des Beatles sur le toit, Apple Corps, en association avec WingNut Films, fait l'annonce officielle que ce nouveau documentaire verra bien le jour. De plus, une sortie éventuelle du film originel restauré a aussi été évoquée. Un beau-livre sera aussi publié.
Ce documentaire est conçu à partir de la soixantaine d'heures de pellicules format 16 mm, tournés par Michael Lindsay-Hogg et son directeur de la photographie Tony Richmond pendant vingt-et-un jours, entre le 2 et le 31 janvier 1969, et de cent cinquante heures de bandes sonores enregistrées avec des appareils Nagra, Kudelski III maniés par l'ingénieur du son Peter Sutton. Le 11 mars 2020, il est annoncé que le projet reprend son titre de travail originel, Get Back. La restauration de ces images est effectuée par la boîte néo-zélandaise Park Road Post Production, la même équipe responsable du film They Shall Not Grow Old. Il a fallu synchroniser le son et l'image à la main car un clap n'a pas été utilisé. 

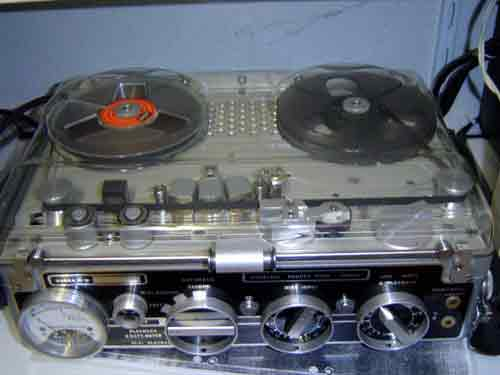
Un magnétophone Nagra modèle III, identique à ceux utilisés lors de ces séances d'enregistrements.

Durant les trois premières années de production, Peter Jackson s'émerveille de la qualité et de la quantité d'images dans les archives, en étant très satisfait du résultat de la restauration. Mais pour le son, capté sur des magnétophones Nagra ¼ de pouce mono, c'est une tout autre histoire ; son étouffé, présence de bruit, la musique impossible à mixer correctement et certaines des conversations inaudibles. À tel point que le réalisateur est persuadé que l'usage de sous-titres sera nécessaire pour la grande majorité du documentaire. Heureusement, quelqu'un de son entourage mentionne que pour fins d'enquêtes, la police possède un logiciel qui permet de séparer des sons enregistrés. Jackson communique avec le commissariat local qui invite son équipe à vérifier si cette technologie pourrait leur être utile, mais le résultat n'est pas à la hauteur des attentes. Cependant, les ingénieurs de son présents, ayant compris le principe derrière la technologie, réussissent, après plusieurs mois d'essais et de développement, à réaliser ce qui était préalablement impossible. Ils créent une technique de séparation des différents sons en utilisant un algorithme d'intelligence artificielle, qu'ils nomment Machine Assisted Learning ou « Mal », un clin d'œil à Mal Evans,. On enseigne à l'ordinateur comment reconnaître les voix individuelles, le son des guitares, de la basse ou de la batterie, etc., qui les place chacun sur une piste différente afin que les ingénieurs puissent les rendre plus audible et équilibrer le tout. La dernière année de production permet ainsi d'optimiser la qualité de la bande sonore. La remastérisation de la musique, enregistrée sur un magnétophone huit pistes par l'équipe de Glyn Johns, est l'affaire de Giles Martin et Sam Okell aux Studios Abbey Road de Londres.
La prestation presque complète du concert des Beatles sur le toit, d'une durée de quarante-deux minutes et filmée avec dix caméras dont cinq sur le toit, y a été incluse. Les caméras principales sur le toit sont des modèles Auricon 600 PRO (en) qui possèdent cette fois 1 200 pieds de pellicule pour une durée de tournage d'une heure. Le groupe a joué Get Back quatre fois (la première, incomplète, étant une balance audio), Don't Let Me Down et I've Got a Feeling à deux reprises et One After 909 et Dig a Pony. Seules les prestations de ses trois dernières ont été incluses sur l'album Let It Be, tandis que la troisième tentative de Get Back a été publiée sur Anthology 3 en 1996. Une version live de Don't Let Me Down, un montage des deux prises enregistrées sur le toit afin d'éliminer deux erreurs de John Lennon, a été publiée sur Let It Be… Naked en 2003. De courts extraits improvisés de Danny Boy (en) (qu'on peut entendre sur l'album), A Pretty Girl Is Like a Melody (en), God Save The Queen (incomplet dû à un changement de bobine) et le riff de I Want You (She's So Heavy) (lors d'un arrêt de l'enregistrement) ont aussi été joués sur le toit sans compter des improvisations par les musiciens, notamment par McCartney sur sa guitare basse.
Tandis que le film Let It Be, sorti quelques semaines après l'annonce de la dissolution du groupe, mettait l'accent sur l'ambiance sombre qui habitait certaines des séances d'enregistrement, ce nouveau montage met en lumière des moments plus heureux de leur collaboration, sans pour autant retirer les moments plus tendus tels que le départ de Harrison. Distribué par la Walt Disney Studios, sa sortie en cinéma, aux États-Unis et au Canada, était originellement prévue pour le 4 septembre 2020 mais a été repoussée au 27 août 2021 (et le livre au 31) dû à la pandémie de Covid-19. Un aperçu des images décrites par le réalisateur comme étant « ni une bande-annonce ni un extrait du documentaire, […] mais présentent plutôt l’esprit et l'énergie du documentaire », est mis en ligne sur YouTube et sur la plate-forme Disney+ le 21 décembre 2020. On n'y voit que des sourires, de francs témoignages de camaraderie, un groupe joyeux en train de s'amuser, de plaisanter et d'enregistrer avec le plein d'énergie dans la bonne humeur, avec son entourage, sur fond sonore de la chanson Get Back. Jackson voulait ainsi mettre du baume au cœur du public en cette fin d'année de pandémie difficile pour tous.
Peter Jackson et son monteur Jabez Olssen ont convenu qu'avoir une trame narrative chronologique était la meilleure façon de construire le documentaire. Il pouvait y avoir jusqu'à dix heures de sons pour une seule journée mais beaucoup moins d'images. Les caméras avaient assez de pellicule pour tourner en continu pour seulement quinze minutes, alors les cadreurs avaient tendance à filmer quelques secondes ou quelques minutes à la fois. Très rarement, les caméras filmaient la même scène simultanément de deux angles différents alors que la grande majorité du temps, seule une caméra tournait. À certaines reprises, le réalisateur a demandé au cadreur de cacher le voyant lumineux et de quitter son poste afin que la caméra puisse capter des images totalement naturelles des musiciens. Il n'y avait donc environ que trois à quatre heures d'images par jour. Le ruban magnétique des enregistreurs Nagra, utilisé pour le son, avait une durée de seize minutes et était beaucoup mois couteux. Le son était alors enregistré pratiquement en continu, avec un appareil mis en marche juste avant de changer la bande sur l'autre. La première étape était de monter toutes ces bandes sonores avec les images disponibles pour cette journée. Le montage préliminaire effectué, avec une synchronisation du son et de l'image lorsque cela était possible, on procédait ensuite à un choix éditorial pour décider ce qui était important ou intéressant à inclure. Évidemment, le son, autant les conversations que les prestations musicales, ont guidé ces choix. On pouvait, à partir de cela, rajouter des images inutilisées, tournées durant cette même journée, pour combler les vides. Ce premier montage effectué, on s'attaquait alors à une autre journée.
Le montage préliminaire de Peter Jackson avait une durée de 18 heures et ceci fut la cause du revirement de situation qui a été annoncé en juin 2021 ; le documentaire ne sera finalement pas présenté en salle mais aura plutôt une durée de six heures découpées en trois épisodes afin d'être diffusé en primeur sous forme de mini-série sur la plate-forme Disney+, entre le 25 et le 27 novembre 2021. Dans une entrevue donnée en décembre 2021, Jackson raconte que lorsque le montage de six heures fut complété, quelques mois avant sa diffusion, il recommande à Disney que son équipe poursuive le montage pour sa sortie éventuelle en version augmentée. Les producteurs rejettent l'idée disant que les versions rallongées n'ont plus la cote. Jackson se remet donc à la tâche pour réexaminer les parties coupées et, sans en informer Disney ni Apple, rajoute des scènes au documentaire ce qui le rallonge à près de huit heures,.
Le beau-livre accompagnateur, édité par John Harris (en), est publié par Callaway Arts & Entertainment (en) le 12 octobre. Il contient, sur 240 pages, la transcription de plusieurs conversations du groupe enregistrées durant ces séances, souvent différentes de celles entendues dans le documentaire ou en version plus complètes ou plus brèves. Le livre est amplement illustré de photos d'Ethan Russell (en) et de Linda McCartney, en plus de nombreuses images tirées directement de la pellicule 16 mm.
Le 13 octobre sont présentées la bande-annonce officielle et la première des nombreuses affiches promotionnelles du documentaire qui sert aussi de l'illustration du DVD, un composite des photos d'Angus McBean (en), prises en contre-plongée dans la cage d'escalier des bureaux d'EMI à Londres en 1963 et en 1969 utilisées, entre autres, à illustrer les compilations The Beatles 1962–1966 et 1967–1970. Dans cette bande-annonce, le ton plus joyeux voulu par Peter Jackson et l'énergie mise dans la musique apparaissent nettement. L'exaspération et le départ provisoire de George Harrison n'y sont pas éludés, pas plus que les difficultés de Paul McCartney à motiver ses camarades en vue de l'organisation d'un concert. On entend aussi le commentaire de ce dernier au sujet de Yoko Ono assise sur un ampli. Un autre « clip » de 1 minute 25 est mis en ligne le 12 novembre 2021 : on y voit Paul McCartney ébaucher I've Got a Feeling avec le groupe en indiquant les changements d'accords et George Harrison lâcher d'une façon légèrement sarcastique : « Est-ce que c'est celle qui s'appelle I've Got a Feeling ? »
Une avant-première, un extrait de cent minutes du documentaire, a lieu en salle dans plusieurs villes. La présentation comprend un vieux film de Peter Jackson expliquant sa passion pour le groupe, ensuite, dans un autre extrait vidéo, le réalisateur met en contexte l'histoire du groupe en 1969, décrit le film Let It Be et explique les méthodes de la restauration des images et du son. Finalement, on présente les séquences du jour 18, le 27 janvier, et du jour 21, le concert sur le toit. Une présentation exclusive a lieu au Cineworld Empire (en) de Londres le 16 novembre, en présence de Paul McCartney, d'enfants et petits-enfants des membres du groupe et de plusieurs célébrités. Deux jours plus tard, Stella McCartney avec Julian et Sean Lennon assistent, à leur tour, à l'avant-première au El Capitan Theatre de Hollywood. Ringo Starr, âgé de 81 ans, n'a pas assisté à ces présentations par précaution à la Covid-19. À l'occasion d'une conférence de presse donnée au moment de la mise en ligne de sa série téléréalité, filmée avant l'heure, Peter Jackson précise que Disney lui a demandé, dans un premier temps, de l'expurger de tous les jurons et autres blagues potaches prononcés par les Beatles durant le tournage. Il explique que Ringo Starr et Olivia Harrison se sont opposés à toute forme de censure « afin que le portait du quatuor reste authentique », ce qui a contraint Disney à faire machine arrière. Le 5 janvier 2022, il est annoncé qu'une présentation IMAX du concert sur le toit prendra l'affiche en avant première le 30 du même mois et sera présenté en salle du 11 au 13 février.
Originellement prévue pour le 8 février, la sortie du documentaire en format Blu-ray et DVD, sans matériel supplémentaire, est finalement repoussée jusqu'au 12 juillet à cause d'un problème d'ordre technique.
À partir du 18 mars 2022, une exposition sur ces séances, intitulée Get Back to Let It Be, est présentée au musée Rock and Roll Hall of Fame à Cleveland en Ohio. Originellement, l'exposition devait durer un an mais elle est prolongée jusqu'à la fin 2023. La technologie de séparation des sons développée par l'équipe de Peter Jackson sera utilisée pour « démixer » l'album Revolver en 2022 et la compilation The Beatles 1962–1966 en plus de permettre la création de la chanson Now and Then en 2023.
Jackson a voulu que son documentaire soit complémentaire au film de Lindsay-Hogg, n'utilisant que des prises de vue inédites lorsque cela était possible. Dans Let It Be, on pouvait voir et entendre des versions complètes de plusieurs chansons entendues sur l'album en plus d'improvisations des chansons You Really Got a Hold on Me et Bésame mucho qui ne sont pas retenues dans la version de Jackson. Le film, non disponible depuis quarante ans, est restauré et remixé par Peter Jackson et son équipe et mis en ligne le 8 mai 2024 sur le même service de vidéo à la demande. Contrairement à son documentaire pour lequel il a opté pour le format d'image 16:9, cette fois il conserve le ratio 4:3 de la pellicule 16 mm d'origine et, à la demande de Lindsay-Hogg, a conservé le grain des images et de ce fait les rendant moins « moderne et numérique » que celles de Get Back.

## Distinctions

### Récompenses
- Producers Guild of America : Gagnant du Award for Outstanding Producer of Non-Fiction Television à Paul McCartney, Ringo Starr, Yoko Ono Lennon, Olivia Harrison[67], Peter Jackson, Clare Olssen, Jonathan Clyde, Jeff Jones et Ken Kamins.
- Emmy Awards : Gagnant pour toutes les nominations des prix Outstanding Documentary or Nonfiction Series, Outstanding Picture Editing for a Nonfiction Program, Outstanding Sound Mixing for a Nonfiction or Reality Program, Outstanding Sound Editing for a Nonfiction or Reality Program (pour la série au complet) et Peter Jackson pour Outstanding Directing for a Documentary/Nonfiction Program pour l'épisode 3[68],[69].
- Critics Choice Association : Gagnant des prix Best Music Documentary et Best Limited Documentary Series[70].